# 아이만 알쿠라이프
아이만 알쿠라이프(아랍어: أيمن الخليف, 1997년 5월 22일 ~ )는 사우디아라비아의 축구 선수로 현재 사우디 프로페셔널리그의 알웨흐다 FC에서 미드필더로 활동 중이다.